# Belding Scribner
Belding H. Scribner (* 18. Januar 1921 in Chicago, Illinois; † 19. Juni 2003 in Seattle, Washington) war ein US-amerikanischer Arzt.
1960 entwickelte Belding Scribner an der Washington University in Seattle eine Schnittstelle (in Form eines arteriovenösen Shunts) zum Blutgefäßsystem eines Patienten („Scribner Shunt“).
Dabei wurde Patienten mit Nierenversagen ein Katheter als künstliches Blutgefäß aus Teflon und Silikonkautschuk in den Unterarm implantiert. Dieses künstliche Gefäß ermöglichte erstmals eine längere Hämodialyse über mehrere Monate hinweg. Die chronische Niereninsuffizienz und das terminale Nierenversagen wurden dadurch erstmals wirklich therapierbar. Vorher mussten Glasröhrchen in die Blutgefäße gelegt werden, was sehr schmerzhaft und schädlich für die Gefäße war, so dass die Prozedur nur einige Male durchgeführt werden konnte und nur für akute Nierenerkrankungen geeignet war.
Der erste Patient, der 1960 von Scribner mit der Shunt-Technik behandelt wurde, hieß Clyde Shields. Er überlebte sein chronisches Nierenversagen über elf Jahre und starb 1971 an einer Herzerkrankung.
Für seine Leistungen wurde Belding Scribner 2002 mit dem Albert Lasker Award for Clinical Medical Research ausgezeichnet. Bereits 1969 hatte er einen Gairdner Foundation International Award erhalten.
Scribner ertrank 82-jährig in jenem See, den er auf dem Weg zur Arbeit täglich mit dem Kanu überquerte.